# ゆでたまごの読み切り作品一覧
本項では、ゆでたまごの読み切り漫画作品を時系列順に一覧・解説する。
収録された単行本などの詳細情報は#参考文献を参照。

## キン肉マン（赤塚賞準入選作）
初出: 『週刊少年ジャンプ』（集英社、以下『WJ』）1979年2号（1978年12月）
モノクロ15P。1978年の第9回赤塚賞準入選作。同年12月『WJ』に掲載され、これがゆでたまごの漫画家デビュー作となった。掲載された本作は低学年の読者層からの支持が強く、次の読み切りを経て『キン肉マン』連載へとつながる。後の収録ではタイトルを「オカマラスの巻」とされた。
本作は、円谷プロの特撮番組「ウルトラシリーズ」の設定を借用しており、主人公・キン肉マンはウルトラの父の不義の子でウルトラ兄弟の腹違いの兄たちにいじめられて育った、という設定である。デビュー20周年時の収録からは、ウルトラ兄弟の公式設定とは異なること、円谷プロの許可を得て収録した旨が明記されるようになった。
収録:
- 「ルーツをさぐれ!!初期名作集 (1) キン肉マン 赤塚賞準入選受賞作」『キン肉マン熱闘スペシャル』
- 「赤塚賞準入選作 キン肉マン」『キン肉マン 闘将!!拉麵男 超人大名鑑』
- 「オカマラスの巻」『キン肉マン 特盛』
- 「幻の復刻漫画 (1) オカマラスの巻」『キン肉マン 第1回超人オリンピック編』

## キン肉マン（読み切り2作目）
初出: 『WJ』1979年14号（同年3月）
モノクロ15P。連載前に『WJ』本誌に掲載されたもう1本の『キン肉マン』の読切作品。設定は赤塚賞準入選作と同じで、扉ページに記されたキン肉マンのプロフィールには好物が「牛丼」とある。後の収録ではタイトルを「エラギネスの巻」とされた。
一時期原稿を紛失し幻の作品と化していたが、『特盛』にて再び日の目を見ることになった。
収録:
- 「エラギネスの巻」『キン肉マン 特盛』
- 「幻の復刻漫画 (2) エラギネスの巻」『キン肉マン 第1回超人オリンピック編』

## 下町戦争
初出: 『WJ』1979年4月増刊
モノクロ15P。『キン肉マン』連載前の読み切り。『ゴッドファーザー』の舞台を下町に置き換えたパロディで、マフィア同士のコミカルな抗争を描いたギャグ漫画。本作の主人公「ドン・ピカデリカオーネ」は、『キン肉マン』などの他作品にスター・システム的に様々な役で登場する。
収録:
- 「ルーツをさぐれ!!初期名作集 (2) 下町戦争」『キン肉マン熱闘スペシャル』
- 「下町戦争」『お〜い!!マンガだよ〜ん』
- 「下町戦争」『闘将!!ゆでたまご』

## デスゲーム
初出: 『WJ』1980年16号（同年3月）
モノクロ43P。『WJ』誌内企画「愛読者賞」第8回エントリー作品、投票結果は8位。ブルース・リーが撮影中断のまま急逝し他人の手で完成された映画『死亡遊戯』を、存命であったらどのような作品であったか、という想像から描かれたオマージュ作品。冒頭に寄せて「この作品を今は亡きブルース・リーにささげる」とある。
ブルース・リーをモデルとした主人公が息子を人質に取られ、孤島にある七重の塔に眠る秘宝を持ち帰るよう脅迫される。塔の各階には拳法の達人がおりこれらを倒さないと上階に行けない。
この筋書きはそのまま『キン肉マン』の劇場版アニメ『キン肉マン 正義超人vs戦士超人』に転用された。『キン肉マン』のパロディ漫画『キン肉マンレディー』（小川雅史）でも本作のパロディが描かれている（単行本2巻「レディーのデスゲーム2009の巻」）。
収録:
- 「デスゲーム」『キン肉マン熱闘スペシャル』
- 「デスゲーム」『お〜い!!マンガだよ〜ん』
- 「デスゲーム」『マッスル・リターンズ』
- 「デスゲーム」『闘将!!ゆでたまご』

## あすとろボーヤ（読み切り1作目）
初出: 『WJ』1981年1月増刊
モノクロ20P。宇宙人の少年「ボーヤ」が地球の小学校で生徒たちと友情を育む、低年齢向けの作品。ゆでたまごに「熱血対決もの」を期待する読者からは評判が悪かった、と作者は語る。
収録:
- 「あすとろボーヤ I」『お〜い!!マンガだよ〜ん』
- 「あすとろボーヤ」『闘将!!ゆでたまご』

## あすとろボーヤ（読み切り2作目）
初出: 『WJ』1981年4月増刊
モノクロ15P。前作の続編。
収録:
- 「あすとろボーヤ II」『お〜い!!マンガだよ〜ん』

## キン肉マン 特別編 キン肉フラッシュの巻
初出: WJ 1981年9月30日増刊『Dr.スランプSpecial』
2色カラー20P。初出の増刊号は低年齢層を意識して構成されており、本作はこのコンセプトに基づき描かれた『キン肉マン』の特別編。キン肉マンの誕生と母星・キン肉星での小学校時代を描く。キン肉マンが生まれてまもなく地球に捨てられたという『キン肉マン』本編の設定とは関係なく描かれており、この読み切りの設定はその後本編には反映されていない。
収録:
- 「キン肉マン キン肉フラッシュの巻」『キン肉マン熱闘スペシャル』
- 「キン肉マン キン肉フラッシュの巻」『キン肉マン 闘将!!拉麵男 超人大名鑑』
- 「キン肉フラッシュの巻」『キン肉マン 特盛』
- 「キン肉マン幼年編」『マッスル・リターンズ』
- 「幻の復刻漫画 (3) キン肉フラッシュの巻」『キン肉マン 第2回超人オリンピック編』

## 闘将!!拉麵男
初出: 『WJ』 1982年15号（同年3月）
モノクロ44P。「愛読者賞」第10回エントリー作品、投票結果は2位。『キン肉マン』の登場キャラクター「ラーメンマン」を単独の主人公としたスピンオフで、その後『WJ』の姉妹誌『フレッシュジャンプ』で創刊号から休刊まで連載された。詳細は『闘将!!拉麵男』を参照。読み切りは第1話として単行本1巻に収録された。

## 勇者ビッグボディ
初出: 『WJ』1983年15号（同年3月）
45P（扉カラー、本文モノクロ）。「愛読者賞」第11回エントリー作品、投票結果は4位。屈強な肉体を妖怪に奪われ、それを取り戻そうとする男の物語。ゆでたまごによる作品解説では、スケールの大きさに構成力が追いつかなかった失敗作であるとしている。
収録:
- 「勇者ビッグボディ」『お〜い!!マンガだよ〜ん』

## キン肉マン スペシャル編 ロビン・メモ!!の巻
初出: 週刊少年ジャンプ特別編集『キン肉マン熱闘スペシャル』1984年8月25日号
4色カラー8P。超人たちの弱点を記した「ロビン・メモ」が奪われ、ロビンマスクも誘拐されてしまう。助けに行ったキン肉マンら正義超人たちだが、メモにより弱点を知られて苦戦する。この読み切りを原作としてストーリーを膨らませ、劇場版アニメ『キン肉マン 逆襲!宇宙かくれ超人』（1985年）が制作された。
収録:
- 「キン肉マン スペシャル編ロビン・メモ!!の巻」『お〜い!!マンガだよ〜ん』
- 「キン肉マン特別編 ロビン・メモの巻」『マッスル・リターンズ』

## ゆうれい小僧がやってきた!
初出: 『WJ』1987年19号（同年4月）
モノクロ45P。『キン肉マン』連載末期に描かれた読み切りで、1987年34号（同年8月）より連載開始した。詳細はゆうれい小僧がやってきた!を参照。この読み切りは第0話の扱いで単行本1巻に収録された。

## 喰いだおれ野郎
初出: 『フレッシュジャンプ』（集英社）1988年8月号（同年7月）
31P（扉カラー、本文モノクロ）。天才グルメ小学生が贅を尽くした弁当で技を競う。1994年から『月刊少年エース』で連載される『グルマンくん』の原型となる作品。
収録:
- 「喰いだおれ野郎」『お〜い!!マンガだよ〜ん』

## SCRAP三太夫（読み切り1・2作目）
初出:
1. 『WJ』1988年43号（同年10月）47P
2. 『WJ』1989年5・6合併号（同年1月）31P

詳細は『SCRAP三太夫』を参照。連載前に2回掲載されたプロトタイプの読み切りで、主人公・三太夫のデザイン等が多少異なる。読み切りはそれぞれ、「特別編」として単行本の1・2巻の巻末に収録された。

## Kick Boxerマモル
初出: 『WJ』1990年12号（同年2月）
詳細は『蹴撃手マモル』を参照。同作の原型となる読み切りで、マモルの年齢やムエタイの師匠となるキャラクターなどが異なる。単行本4巻の巻末に収録された。

## ライオンハート
初出: 『WJ』1991年11月増刊「Autumn Special」（同年10月）
詳細は『ライオンハート』を参照。1993年より『月刊少年ガンガン』（エニックス、当時）で連載される同名作品の原型となる読み切り。
収録:
- 「ライオンハート」『闘将!!ゆでたまご』

## マッスル・リターンズ
初出: 『格闘エース』（角川書店、1996年1月）
60P（2色カラー16P、モノクロ44P）。『キン肉マン』の物語終了から5年後の世界を描いたリバイバル漫画。戦いの日々に疲れ、きこり超人・マッスルに名を変えて長野県の南アルプスで隠遁生活を送っていたキン肉マンが、仲間の危機にふたたび立ち上がる。1998年より連載される『キン肉マン』の続編『キン肉マンII世』では本作の設定は無視されている。『キン肉マンII世』連載開始後の収録では若干設定の擦り合わせがあり、青年の姿のミートがジェロニモに、ケビンマスクの容姿が青年の姿から子供の姿にそれぞれ描き変えられるなどされた。
収録:
- 「マッスル・リターンズ」『マッスル・リターンズ』
- 「マッスル・リターンズ」『闘将!!ゆでたまご』
- 「マッスル・リターンズ」『キン肉マン ダメ超人VS怪獣激闘編』
- 「マッスル・リターンズの巻」『キン肉マン』37巻

## 〜パンクラチオンの星〜ハダカーン
初出: 『Rintama』No.3（ワニマガジン社、1996年12月）
モノクロ7P。全裸のプロレスラー「ハダカーン」の活躍を描く。どんどんショーアップされて、本当に強いレスラーが居なくなっているという現在のプロレス界を皮肉った作品だと作者は語っている。名前こそ出ていないが、外見だけで実力の無いレスラーとして天山広吉などが描かれている。元々は連載予定だったが掲載雑誌が休刊したため、1話のみで終了。
ゆでたまごによると「ギャラを払ってくれたのは1年後」「原稿が1ページも戻ってこなかった」とのこと。
収録:
- 「〜パンクラチオンの星〜ハダカーン」『キン肉マン 特盛』

## キン肉マンII世 伝説の序章編
初出: 『週刊プレイボーイ』1997年34・35合併号、42号、43号、1998年1・2合併号、7号（集英社）
詳細は『キン肉マンII世』を参照。計5回にわたり掲載された読み切り作品で、その後正式に連載となった。内容はそのまま「ヘラクレス・ファクトリー〜伝説の序章〜編」として、第1部の単行本に収録された。

## キン肉マンII世 特別編 キン肉マンVSテリーマン
初出: 『週刊プレイボーイ』2000年（集英社）
『キン肉マンII世』の連載枠で特別編として描かれたもの。キン肉星王位争奪サバイバル・マッチ直後に密かに行われた幻の対決、キン肉マンとテリーマンの非公式試合を描く。
収録:
- 特別編 「キン肉マンVSテリーマン」『キン肉マンII世』9巻
- 特別編 「キン肉マンVSテリーマン」『キン肉マンII世』文庫本7巻
- 「キン肉マンVSテリーマンの巻」『キン肉マン』37巻

## キン肉マンII世 特別編 〜倫敦の若大将!〜
初出: 『週刊プレイボーイ』2004年30号より47号（集英社）
『キン肉マンII世』から『キン肉マンII世 究極の超人タッグ編』に移行する間の連載枠で特別編として描かれたもの。全7話。ロビンマスクが超人レスラーとしてデビューし、超人オリンピックイギリス代表に選ばれるまでのストーリー。
収録:
- 特別編 〜倫敦の若大将!〜『キン肉マンII世』29巻
- 特別編 〜倫敦の若大将!〜『キン肉マンII世』文庫本21巻

## こちら葛飾区亀有公園前派出所×キン肉マン 正義超人亀有大集結!!の巻
初出: 『超こち亀』（集英社、2006年9月）
『WJ』で長期連載を続ける『こちら葛飾区亀有公園前派出所』（秋本治）の連載30周年記念ムックに掲載された、『こち亀』と『キン肉マン』のキャラクターを競演させる合作。「秋本治・アトリエびーだま×ゆでたまご」名義。後に『キン肉マン』新シリーズ連載中に週プレNEWSでWeb掲載も行われているが、単行本には未収録。

## 週刊少年ジャンプ40周年記念特別読み切り キン肉マン
初出: 『WJ』2008年29号（同年6月）
『WJ』40周年企画の一環として掲載された。『キン肉マン』の物語終了から半年後、キン肉マンとビビンバの結婚式前日を描く。単行本収録時は「キン肉マンの結婚式!!の巻」とされた。
後に『キン肉マン 完璧超人始祖編』の第0話として内容の一部がアニメ化された。
収録:
- 「キン肉マンの結婚式!!の巻」『肉萬〜キン肉マン萬之書〜』
- 「キン肉マンの結婚式!!の巻」『キン肉マン』37巻

## キン肉マン ウォーズマンビギンズ 仮面の告白!の巻
初出: 『肉萬〜キン肉マン萬之書〜』（集英社、2008年8月29日）
『キン肉マン』29周年記念のムックに描き下ろされた、ウォーズマンの過去を描いた読み切り。『キン肉マン』と『II世』のあいだで生じていた設定の齟齬に一部整合性を付けて解消している。2010年1月29日に刊行された『キン肉マン 37巻』では8ページ加筆されて再掲載されている。
後に『キン肉マン 完璧超人始祖編』の第21話に組み込まれる形でアニメ化された。
収録:
- 「ウォーズマンビギンズ 仮面の告白!の巻」『肉萬〜キン肉マン萬之書〜』
- 「ウォーズマンビギンズ 仮面の告白!の巻」『キン肉マン』37巻

## キン肉マンII世 スピンオフ テリー・ザ・キッドの夜明け
初出: 『漫'sプレイボーイ』2号から3号（集英社、2009年）
全2話。『キン肉マンII世 究極の超人タッグ編』の連載中に前後編として掲載。幼少時代のテリー・ザ・キッドの話。敵として、ザ・魔雲天の息子・暴留渓（ボルケーノ）が登場する。後に『キン肉マン』新シリーズ連載中に週プレNEWSでWeb掲載も行われているが、単行本には未収録。

## キン肉マン ザ・マシンガンズ 空白の三日間
初出: 『週プレNEWS』2011年10月10日より10月17日（集英社）
『キン肉マンII世 究極の超人タッグ編』から『キン肉マン』新シリーズに以降する間の連載枠で前後編読切を配信。WSAタッグ選手権直前のサ・マシンガンズ結成のエピソード。
収録:
- ザ・マシンガンズ 空白の三日間 ［前編］「テキサスの“マシンガン”!!の巻」、［後編］「伝説のはじまり!!の巻」『キン肉マン 読切傑作選 2011-2014』

## キン肉マン外伝 ベンキマン〜失われたインカの記憶〜
初出: 『週刊プレイボーイ』2013年43号、『週プレNEWS』2013年10月21日より10月27日（集英社）
超人総選挙2013で第29位（ニク）を獲得したベンキマンの読切掲載。週プレNEWSでは前後編に分けて配信。
収録:
- 「キン肉マン外伝 ベンキマン〜失われたインカの記憶〜」『キン肉マン 読切傑作選 2011-2014』

## キン肉マン 〜超人血盟軍、結成秘話〜
初出: 『ジャンプスクエア』2013年12月号（集英社）
『ジャンプスクエア』 創刊6周年記念にちなみ、超人総選挙2013で第6位を獲得したアシュラマンをメインに据えつつ、メンバー全員が総選挙で10位以内にランクインした超人血盟軍をテーマにした読切。
収録:
- 「超人血盟軍、結成秘話」『キン肉マン 読切傑作選 2011-2014』

## キン肉マン 〜奇跡の救世主伝説の巻〜
初出: 『グランドジャンプPREMIUM』2014年5月号（集英社）
『グランドジャンプPREMIUM』新装刊として特別読切掲載。100万年前にクッピン星を襲い、キン肉マンの祖先である“奇跡の救世主”ミュースマンに退けられた、悪行超人タイラントが再びクッピン星を襲う。
収録:
- 「奇跡の救世主伝説の巻」『キン肉マン 読切傑作選 2011-2014』

## キン肉マン ラーメンマンとブロッケンJr. 〜恩讐の彼方に〜
初出:『キン肉マン 読切傑作選 2011-2014』（集英社、2014年8月29日）
短編集『キン肉マン 読切傑作選 2011-2014』の描き下ろし作品。
収録:
- 「ラーメンマンとブロッケンJr. 〜恩讐の彼方に〜」『キン肉マン 読切傑作選 2011-2014』

## キン肉マン超人列伝 ウルフマンの巻 -土俵上の士-
初出:『グランドジャンプ』2015年3号、『週プレNEWS』2015年2月16日より3月1日（集英社）
ウルフマンの引退式を描いた読切。後に『キン肉マン』新シリーズ連載中に週プレNEWSで前後編に分けてWeb掲載も行われている。
収録:
- 「超人列伝 ウルフマンの巻 -土俵上の士-」『キン肉マン 読切傑作選 2015-2023』

## キン肉マン超人列伝 カレクック -愛と怒りの聖人-の巻
初出:『グランドジャンプ』2016年21号、『週プレNEWS』2016年11月7日より20日（集英社）
カレクックが残虐超人になるまでを描いた読切。グランドジャンプ5周年記念読切シリーズ第1弾。後に『キン肉マン』新シリーズ連載中に週プレNEWSで前後編に分けてWeb掲載も行われている。
収録:
- 「超人列伝 カレクックの巻 -愛と怒りの聖人-」『キン肉マン 読切傑作選 2015-2023』

## キン肉マン 特別読切 さよなら、キン肉マン!!の巻
初出: 『WJ』2019年29号（同年6月）
40周年記念特別読切。引退宣言をするキン肉マンに納得がいかないロビンマスクが挑む。後に『キン肉マン』新シリーズ連載中に週プレNEWSで前後編に分けてWeb掲載も行われている。
収録:
- 「さよなら、キン肉マン!!の巻」『キン肉マン 読切傑作選 2015-2023』

## ゴングですよ!
初出: 『キン肉マンジャンプ』Vol.3（集英社、2019年11月29日）
ゆでたまごが『WJ』に初めて送った投稿作。「第6回赤塚賞」のエントリー用として描かれたもので、「佳作」の1つ下である「選外」にとどまったものの、これを機に後の初代担当編集社となる中野和雄に目を付けられた。キン肉マン40周年を機に『キン肉マンジャンプ』で初公開された。内容はかつてチャンピオンだったロートルプロレスラー「ジャイアント運古」と、若手No.1プロレスラー「アントニオ強気」との戦いを描くもの。単行本には未収録だが、電子書籍の『キン肉マンジャンプ』で購読可能。
収録:
- 「ゴングですよ!」『キン肉マンジャンプ』Vol.3

## キン肉マン 40年前、アメリカからきた男の巻
初出: 『キン肉マンジャンプ』Vol.3（集英社、2019年11月29日）
キン肉マン40周年を機に、キン肉マンとテリーマンが初めて出会ったエピソード「アメリカからきた男の巻」（第1巻収録）をリメイクした作品。単行本のほか、電子書籍の『キン肉マンジャンプ』で購読可能。
収録:
- 「40年前、アメリカからきた男の巻」『キン肉マンジャンプ』Vol.3
- 「40年前、アメリカからきた男の巻」『キン肉マン 読切傑作選 2015-2023』

## 闘将!!拉麵男石材の心の巻
初出:『グランドジャンプ』2021年18号（集英社）
『闘将!!拉麵男』連載終了から32年ぶりの新作として読み切りを掲載。単行本には未収録。

## キン肉マン キン肉バスター誕生秘話!!の巻
初出: 『キン肉マンジャンプ』Vol.4（集英社、2023年3月17日）
キン肉マンが48の殺人技の一つであるキン肉バスターを初披露するまでを描いた読切作品。単行本のほか、電子書籍の『キン肉マンジャンプ』で購読可能。
収録:
- 「キン肉バスター誕生秘話!!の巻」『キン肉マンジャンプ』Vol.4
- 「キン肉バスター誕生秘話!!の巻」『キン肉マン 読切傑作選 2015-2023』

## キン肉マン ディープオブマッスル!!特別編 ステカセキング&スニゲーター外伝 悪魔の変身講座“TRANSFORM METHOD”!!の巻
初出:『週刊プレイボーイ』2023年10月30日号 - 12月4日号、『週プレNEWS』2023年10月16日より11月13日（集英社）
詳細は『ディープオブマッスル』を参照。『キン肉マン』の連載枠で計5回にわたり掲載された読み切り作品。原作担当の嶋田隆司が入院し休載となったことから、『ディープオブマッスル!!』エピソード22「変幻自在! スニゲーターの“悪魔の変身講座”」を原作とし、作画担当の中井義則によって描き下ろされた。単行本には未収録だが、『少年ジャンプ+』にて本編の枠内で単話公開されている。

### 短編を収録した書籍
- 週刊少年ジャンプ特別編集『キン肉マン熱闘スペシャル』集英社、1984年8月25日、雑誌29936-8/25
  - キン肉マン スペシャル編 ロビン・メモ!!の巻
  - キン肉マン キン肉フラッシュの巻
  - ルーツをさぐれ!!初期名作集 (1) キン肉マン 赤塚賞準入選受賞作（オカマラスの巻）
  - ルーツをさぐれ!!初期名作集 (2) 下町戦争
  - デスゲーム
- ゆでたまご『キン肉マン 闘将!!拉麵男 超人大名鑑』集英社〈ジャンプ・コミックス・デラックス〉、1985年7月15日、978-4-08-858125-5
  - キン肉フラッシュの巻
  - 赤塚賞準入選作 キン肉マン（オカマラスの巻）
- ゆでたまご『お〜い!!マンガだよ〜ん ゆでたまご短編集1』集英社〈ジャンプ・コミックス〉、1989年、978-4-08-871269-7 - 短編集として発行された、2008年現在唯一の単行本。巻末にゆでたまごによる各作品の解説。
  - 喰いだおれ野郎
  - あすとろボーヤI
  - あすとろボーヤII
  - キン肉マン スペシャル編ロビン・メモ!!の巻
  - デスゲーム
  - 勇者ビッグボディ
  - 下町戦争
- ゆでたまご『マッスル・リターンズ』角川書店〈角川コミックス・エース・エクストラ〉、1997年7月10日、978-4-04-713191-0
  - マッスル・リターンズ
  - キン肉マン幼年編（キン肉フラッシュの巻）
  - キン肉マン特別編 ロビン・メモの巻
  - デスゲーム
- TEAM MUSCLE編『キン肉マン 特盛』集英社〈ジャンプ・コミックス・セレクション〉、1999年8月24日、978-4-8342-1679-0
  - オカマラスの巻
  - エラギネスの巻
  - キン肉フラッシュの巻
  - 〜パンクラチオンの星〜ハダカーン
- ゆでたまご『キン肉マンII世』9巻 集英社〈プレイボーイコミックス〉、2000年6月24日、978-4-08-857374-8
  - キン肉マンVSテリーマン
- ゆでたまご『闘将!!ゆでたまご』集英社〈ジャンプリミックス ワイド版〉、2004年9月13日、978-4-08-106729-9
  - マッスル・リターンズ
  - 下町戦争
  - デスゲーム
  - あすとろボーヤ
  - ゆうれい小僧がやってきた!
  - Kick Boxer マモル
  - ライオンハート
- ゆでたまご『キン肉マン 第1回超人オリンピック編』集英社〈ジャンプリミックス ワイド版〉、2005年7月9日、978-4-08-106898-2
  - 幻の復刻漫画 (1) オカマラスの巻
  - 幻の復刻漫画 (2) エラギネスの巻
- ゆでたまご『キン肉マン 第2回超人オリンピック編』集英社〈ジャンプリミックス ワイド版〉、2005年8月6日、978-4-08-109016-7
  - 幻の復刻漫画 (3) キン肉フラッシュの巻
- ゆでたまご『キン肉マンII世』29巻 集英社〈プレイボーイコミックス〉、2005年8月19日、978-4-08-857450-9
  - 倫敦の若大将!
- 秋本治『こちら葛飾区亀有公園前派出所連載30周年記念出版 超こち亀』集英社〈ジャンプ・コミックス〉、2006年9月15日、978-4-08-874096-6
  - 正義超人亀有大集結!!の巻
- ゆでたまご『肉萬〜キン肉マン萬之書〜』集英社、2008年8月29日、978-4-08-908081-8
  - キン肉マンの結婚式!!の巻
  - ウォーズマンビギンズ 仮面の告白!の巻
- ゆでたまご『キン肉マン ダメ超人VS怪獣激闘編』集英社〈ジャンプリミックス ワイド版〉、2009年6月6日、978-4-08-109777-7
  - マッスル・リターンズ
- ゆでたまご『キン肉マンII世』文庫本7巻 集英社〈集英社文庫（コミック版）〉、2009年12月15日、978-4-08-619044-2
  - キン肉マンVSテリーマン
- ゆでたまご『キン肉マン』37巻、集英社〈ジャンプ・コミックス〉 、2010年1月29日、978-4-08-874833-7
  - ウォーズマンビギンズ 仮面の告白!の巻
  - キン肉マンVSテリーマンの巻
  - キン肉マンの結婚式!!の巻
  - マッスル・リターンズの巻
- ゆでたまご『キン肉マンII世』文庫本21巻 集英社〈集英社文庫（コミック版）〉、2011年1月18日、978-4-08-619104-3
  - 倫敦の若大将!
- ゆでたまご『キン肉マン 読切傑作選 2011-2014』集英社〈ジャンプ・コミックス〉 、2014年8月29日、978-4-08-880250-3
  - 奇跡の救世主伝説の巻
  - キン肉マン外伝 ベンキマン〜失われたインカの記憶〜
  - ザ・マシンガンズ 空白の三日間 ［前編］「テキサスの“マシンガン”!!の巻」
  - ザ・マシンガンズ 空白の三日間 ［後編］「伝説のはじまり!!の巻」
  - 超人血盟軍、結成秘話
  - ラーメンマンとブロッケンJr. 〜恩讐の彼方に〜
- ゆでたまご『キン肉マンジャンプ』Vol.3、集英社〈集英社ムック（ジャンプ・コミックス）〉 、2019年11月29日、978-4-08-102402-5
  - ゴングですよ!
  - 40年前、アメリカからきた男の巻
- ゆでたまご『キン肉マンジャンプ』Vol.4、集英社〈集英社ムック（ジャンプ・コミックス）〉 、2023年3月17日、978-4-08-102418-6
  - キン肉バスター誕生秘話!!の巻
- ゆでたまご『キン肉マン 読切傑作選 2015-2023』集英社〈ジャンプ・コミックス〉 、ISBN 978-4-08-884543-2
  - 超人列伝 ウルフマンの巻 -土俵上の士-
  - 超人列伝 カレクックの巻 -愛と怒りの聖人-
  - 40年前、アメリカからきた男の巻
  - キン肉バスター誕生秘話!!の巻
  - さよなら、キン肉マン!!の巻

### その他参考文献
- 西村繁男『さらば、わが青春の『少年ジャンプ』』幻冬舎〈幻冬舎文庫〉、1997年11月25日、978-4-87728-525-8